# Worthing & District Football League
Worthing & District Football League var en engelsk fotbollsliga baserad i Sussex. Den hade tre divisioner och toppdivisionen Premier Division låg på nivå 11 i det engelska ligasystemet.
Vinnaren av Premier Division kunde bli uppflyttad till Sussex County Football League Division Three. På grund av den röriga ligastrukturen i Sussex innebar en uppflyttning en flytt i sidled då Sussex County Football League Division Three låg på samma nivå som Worthing & District Football League Premier Division. Det gjorde WDL i praktiken till en nivå 12-liga trots den officiella nivå 11-statusen.
Inför 2014/15 års säsong gick ligan upp i Brighton Hove & District Football League, som bytte namn till Brighton, Worthing & District Football League.

## Mästare
| 2008/09 | L&S Athletic     |
| 2009/10 | Ferriing 1st     |
| 2010/11 | Worthing Leisure |

### Webbkällor
Den här artikeln är helt eller delvis baserad på material från engelskspråkiga Wikipedia, Worthing and District Football League, 10 augusti 2015.